# Distrikt Huaylas
Der Distrikt Huaylas liegt in der Provinz Huaylas in der Region Ancash in West-Peru. Der Distrikt wurde am 2. Januar 1857 gegründet. Er besitzt eine Fläche von 54 km². Beim Zensus 2017 wurden 1716 Einwohner gezählt. Im Jahr 1993 lag die Einwohnerzahl bei 3041, im Jahr 2007 bei 1894. Die Distriktverwaltung befindet sich in der 2721 m hoch gelegenen Ortschaft Huaylas mit 410 Einwohnern (Stand 2017). Huaylas liegt 21 km nordnordwestlich der Provinzhauptstadt Caraz.

## Geographische Lage
Der Distrikt Huaylas liegt an der Ostflanke der Cordillera Negra im Nordwesten der Provinz Huaylas. Im äußersten Osten reicht der Distrikt bis an das Ufer des nach Norden strömenden Río Santa.
Der Distrikt Huaylas grenzt im äußersten Südwesten an den Distrikt Caceres del Perú (Provinz Santa), im Nordwesten an den Distrikt Santo Toribio, im Nordosten an den Distrikt Huallanca, im äußersten Südosten an den Distrikt Santa Cruz sowie im Süden an den Distrikt Mato.